# Xã Charleston, Quận Tioga, Pennsylvania
Xã Charleston (tiếng Anh: Charleston Township) là một xã thuộc quận Tioga, tiểu bang Pennsylvania, Hoa Kỳ. Năm 2010, dân số của xã này là 3.360 người.